# Mesosemia bifasciata
Mesosemia bifasciata är en fjärilsart som beskrevs av William Chapman Hewitson 1877. Mesosemia bifasciata ingår i släktet Mesosemia och familjen Riodinidae. Inga underarter finns listade i Catalogue of Life.